# Grampy Can Ya Hear Me
«Grampy Can Ya Hear Me» (укр. «Дідусь може почути мене») — п'ята серія двадцять дев'ятого сезону мультсеріалу «Сімпсони», прем'єра якої відбулась 5 листопада 2017 року у США на телеканалі «Fox».

## Сюжет
У день народження діда Сімпсон сім'я Сімпсон приїжджає у Спрінґфілдський планетарій. Під час шоу сім'я переглядає документальний фільм про Великий вибух, але Ейб втікає після вибуху.
Повертаючись до Спрінґфілдського будинку престарілих, Ейб скаржиться на занадто тиху музику через проблеми зі слухом. По поверненні його товариші організовують йому невелику вечірку до дня народження. Старий єврей дарує йому слуховий апарат. Сімпсон дуже вдячний подарунок, оскільки він дає йому можливість нормально чути.
Вдома Ліса йде до кімнати Барта, щоб попросити його допомогти проникнути до школи, щоб змінити помилку в її домашньому завданні, де вона невірно вказала термін, коли стався Великий вибух. Діти пробиваються до підвалу школи та змінюють дату, а також виявляють, що директор Скіннер живе там. Скіннер розповідає історію того, як його мати, Агнес Скіннер, приховувала від нього велику таємницю. Замолоду він подав заявку до Державного університету Огайо, щоб бути барабанщиком і стати частиною маршової групи. Однак, його мати брехала, що його не прийняли.
Прийшовши до будинку Сімпсонів дідусь Сімпсон чує неприязнь сім'ї до того, що він там перебуває. Він каже, що назавжди залишає їх і їде до Спрінґфілдського торгового центру, де персонал і відвідувачі магазину також недолюблюють старих.
Тієї ночі Ліса сниться кошмарний сон, після чого наступного дня вона вирішує у всьому зізнатись міс Гувер. Однак, вчителька вже знає і їй байдуже.
Тим часом Скіннер досі мріє стати барабанщиком. Він вирушає до Університету Огайо, де розповідає їм свою історію, але йому відмовляють, оскільки вже пізно. Його переконують обговорити цю справу з матір'ю.
Повернувшись додому, Скіннер каже матері, що знає, що вона зробила, але гнів згасає, коли вона плаче перед ним за тим, що вона зробила. Він погоджується повернутися. Пізно ввечері Сеймур дивиться телевізор. Агнес приєднується до нього в перегляді серіалу, який виграв «Еммі» («Гри престолів») та коментує поганий зміст шоу.
Тим часом дід Сімпсон вирушає до піцерії для Ветеранів непопулярних воєн, де розповідає барменові про свої проблеми. Згодом бармен дзвонить Гомеру, щоб забрав свого батька. Приїхавши до будинку Сімпсонів, Ейб чує, як його родина сумує за ним (хоча вони просто читають сценарій, написаний Лісою та Мардж). Дідусь розуміє, що його сім'я нарешті піклується про нього, і Сімпсони разом обіймаються.
У фінальній сцені показано короткометражку «Ніхто не знає Ганс Молемана» про нещасне повсякдення Спрінґфілдського невдахи.

## Ставлення критиків і глядачів
Під час прем'єри серію переглянули 2,86 млн осіб з рейтингом 1.3, що зробило її другим найпопулярнішим шоу на каналі «Fox» тієї ночі, після «Бургерів Боба».
Денніс Перкінс з «The A.V. Club» дав серії оцінку B-, сказавши, що серія «добре справляється з багатьма дрібницями, розкидаючи загальний епізод приблизно по шести різних оповідальних напрямках… На відміну від пересічної серії сучасних Сімпсонів з оцінкою B-, „Grampy Can Ya Hear Me“ викликає зневіру через те, що з деякими змінами вона могла б бути дійсно солідною».
Згідно з голосуванням на сайті The NoHomers Club більшість фанатів оцінили серію на 3/5 із середньою оцінкою 2,76/5.